# Korîtîșce, Nedrîhailiv
Korîtîșce (în ucraineană Коритище) este un sat în comuna Tomașivka din raionul Nedrîhailiv, regiunea Sumî, Ucraina.

## Demografie
Componența lingvistică a localității Korîtîșce
     Ucraineană (97,31%)
     Rusă (2,15%)
     Alte limbi (0,54%)
Conform recensământului din 2001, majoritatea populației localității Korîtîșce era vorbitoare de ucraineană (97,31%), existând în minoritate și vorbitori de rusă (2,15%).